# Chryzostom (Nasis)
Chryzostom, imię świeckie Jeorjos Nasis (ur. 30 stycznia 1975 w Patras) – duchowny Greckiego Kościoła Prawosławnego, od 2015 metropolita Triki.

## Życiorys
18 października 1999 został przyjęty w stan mniszy, a dwa dni później został wyświęcony na diakona. Święcenia kapłańskie przyjął 5 października 2000. Chirotonię biskupią otrzymał 11 października 2015.